# Sportbar

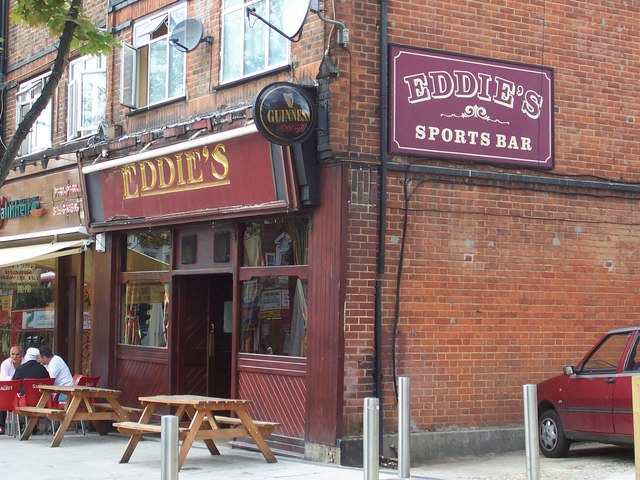
Sportbar i Storbritannien.

En sportbar är en barlokal eller restaurang med sporttema. Radio- och TV-apparater, eller TV-projektorer, med sportprogram är den viktigaste delen av inredningen. Vanligtvis samlas då människor där medan idrottstävlingar direktsänds, för att gemensamt följa evenemanget.